# Hugh Halkett

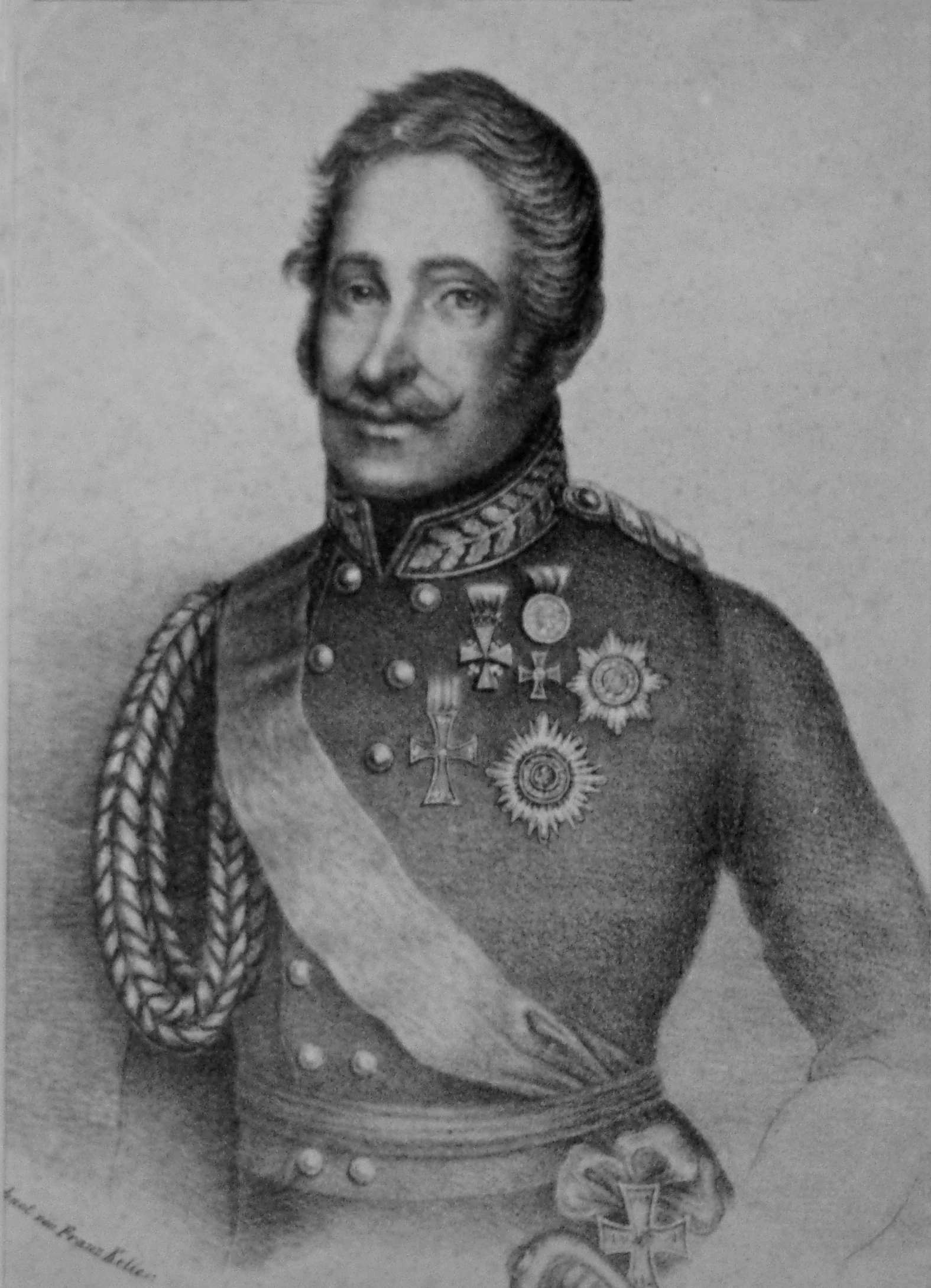
Hugh Halkett

Hugh Halkett, född 30 augusti 1783 i Musselburgh, död 10 december 1863 i Hannover, var en brittisk militär som deltog i Napoleonkrigen och tjänstgjorde på tysk sida i Slesvig-holsteinska kriget (1848–51). 